# Euxoa maizi
Euxoa maizi är en fjärilsart som beskrevs av Fitch 1855. Euxoa maizi ingår i släktet Euxoa och familjen nattflyn. Inga underarter finns listade i Catalogue of Life.